# 3.ª División Ligera
La 3.° División Ligera (3. Leichte-Division) fue una  unidad del ejército alemán (Heer) a comienzos de la Segunda Guerra Mundial. A veces es descrita como Mecanizada Ligera y Panzer Ligera, para distinguirla de las posteriores divisiones de Infantería Ligera.

## Historia
Fue formada en Cottbus el 10 de noviembre de 1938. Participó en la invasión de Polonia, y fue reorganizada y rebautizada como la 8.ª División Panzer el 16 de octubre de 1939.

## Comandantes
- Teniente general Adolf Kuntzen - (10 de noviembre de 1938 - 16 de octubre de 1939)

### Jefes de operaciones (Ia)
- Teniente coronel Harald Freiherr von Elverfeldt - (10 de noviembre de 1938 - 16 de octubre de 1939)

## Área de operaciones
- Polonia - (septiembre de 1939 - octubre de 1939)

## Orden de batalla
- 8.° Regimiento de Fusileros montados
- 9.° Regimiento de Fusileros montados
- 8.° Regimiento de Reconocimiento
- 67.° Batallón Panzer
- 80.° Regimiento de Artilelría
- 43.° Batallón Antitanque
- 59.° Batallón de Ingenieros
- 84.° División de Sección de Comunicaciones
- 5.° División de Infantería de Oficial de Suministro